# Liste der Auslandsreisen von Bundeskanzler Helmut Schmidt
Der deutsche Bundeskanzler Helmut Schmidt führte in seiner Amtszeit, vom 16. Mai 1974 bis zum 1. Oktober 1982, folgende offizielle Auslandsreisen durch.

## Liste der Auslandsbesuche

### 1974
| Datum               | Ort                                                 | Hauptgrund                                           | Bild |
| ------------------- | --------------------------------------------------- | ---------------------------------------------------- | ---- |
| 1. Juni             | Paris ( Frankreich)                                 | Treffen mit Staatspräsident Valéry Giscard d’Estaing |      |
| 26. Juni            | Brüssel ( Belgien)                                  | Teilnahme am NATO-Gipfel                             |      |
| 30. und 31. August  | Bellagio ( Italien)                                 | Treffen mit Ministerpräsident Mariano Rumor          |      |
| 2. September        | Paris ( Frankreich)                                 | Treffen mit Staatspräsident Valéry Giscard d’Estaing |      |
| 28.–31. Oktober     | Moskau ( Sowjetunion)                               | Treffen mit Staatschef Leonid Breschnew              |      |
| 5. und 6. Dezember  | Washington, D.C. und New York ( Vereinigte Staaten) | Treffen mit Präsident Gerald Ford                    |      |
| 9. und 10. Dezember | Paris ( Frankreich)                                 | Treffen mit Staatspräsident Valéry Giscard d’Estaing |      |

### 1975
| Datum                     | Ort                               | Hauptgrund                                                                                           | Bild |
| ------------------------- | --------------------------------- | --- | ---- |
| 10. und 11. März          | Dublin ( Irland)                  | Teilnahme am EG-Gipfel                                                                               |      |
| 14. und 15. Mai           | Luxemburg ( Luxemburg)            | - Treffen mit Großherzog Jean von Nassau - Treffen mit Staatsminister Gaston Thorn                   |      |
| 29. und 30. Juni          | Brüssel ( Belgien)                | Teilnahme am NATO-Gipfel                                                                             |      |
| 16. Juli                  | Brüssel ( Belgien)                | Teilnahme am EG-Gipfel                                                                               |      |
| 31. Juli und 1. August    | Helsinki ( Finnland)              | Teilnahme am KSZE-Gipfel                                                                             |      |
| 29. Oktober – 2. November | Peking ( Volksrepublik China)     | Treffen mit Staatschef Mao Zedong                                                                    |      |
| 3. und 4. November        | Teheran ( Iran)                   | Treffen mit Shah Mohammad Reza Pahlavi                                                               |      |
| 15.–17. November          | Schloss Rambouillet ( Frankreich) | Teilnahme am G6-Gipfel                                                                               |      |
| 1. und 2. Dezember        | Rom ( Italien)                    | Teilnahme am Gipfeltreffen des Europarats                                                            |      |
| 28. und 29. Dezember      | Athen ( Griechenland)             | - Treffen mit Präsident Konstantinos Tsatsos - Treffen mit Ministerpräsident Konstantinos Karamanlis |      |

### 1976
| Datum                | Ort                                        | Hauptgrund                                                                              | Bild |
| -------------------- | ------------------------------------------ | --------------------------------------------------------------------------------------- | ---- |
| 6. und 7. Februar    | London ( Vereinigtes Königreich)           | Treffen mit Premierminister Harold Wilson                                               |      |
| 12. Februar          | Nizza ( Frankreich)                        | Treffen mit Präsident Valéry Giscard d'Estaing                                          |      |
| 1. und 2. April      | Luxemburg-Stadt ( Luxemburg)               | Teilnahme am Gipfeltreffen des Europarats                                               |      |
| 27.–29. Mai          | Ankara ( Türkei)                           | - Treffen mit Präsident Fahri Korutürk - Treffen mit Ministerpräsident Süleyman Demirel |      |
| 29.–31. Mai          | Riad ( Saudi-Arabien)                      | Treffen mit Kronprinz Fahd ibn Abd al-Aziz                                              |      |
| 12. Juli             | Brüssel ( Belgien)                         | Teilnahme am EG-Gipfel                                                                  |      |
| 27.–28. Juni         | Dorado (Puerto Rico) ( Vereinigte Staaten) | Teilnahme am G7-Gipfel                                                                  |      |
| 14.–17. Juli         | Washington, D.C. ( Vereinigte Staaten)     | Treffen mit Präsident Gerald Ford                                                       |      |
| 10. und 11. November | London ( Vereinigtes Königreich)           | Treffen mit Premierminister James Callaghan                                             |      |
| 29. und 30. Dezember | Den Haag ( Niederlande)                    | Teilnahme am Gipfeltreffen des Europarats                                               |      |

### 1977
| Datum              | Ort                                         | Hauptgrund                                                                               | Bild |
| ------------------ | ------------------------------------------- | ---------------------------------------------------------------------------------------- | ---- |
| 8.–10. Mai         | London ( Vereinigtes Königreich)            | - Teilnahme am G7-Gipfel - Teilnahme am NATO-Gipfel                                      |      |
| 29. und 30. Juni   | London ( Vereinigtes Königreich)            | Teilnahme am Gipfeltreffen des Europarats                                                |      |
| 6.–13. Juli        | Ottawa ( Kanada)                            | Treffen mit Premierminister Pierre Trudeau                                               |      |
| 13.–15. Juli       | Washington, D.C. ( Vereinigte Staaten)      | Treffen mit Präsident Jimmy Carter                                                       |      |
| 15.–17. Juli       | Reykjavík ( Island)                         | - Treffen mit Präsident Kristján Eldjárn - Treffen mit Premierminister Geir Hallgrímsson |      |
| 28. Oktober        | London ( Vereinigtes Königreich)            | Rede vor dem International Institute for Strategic Studies                               |      |
| 21.–25. November   | Warschau und KZ Auschwitz-Birkenau ( Polen) | Besuch beim KZ Auschwitz-Birkenau                                                        |      |
| 5. und 6. Dezember | Brüssel ( Belgien)                          | Teilnahme am Gipfeltreffen des Europarats                                                |      |
| 27.–29. Dezember   | Kairo ( Ägypten)                            | Präsident Anwar as-Sadat                                                                 |      |

### 1978
| Datum               | Ort                                    | Hauptgrund                                                                                                   | Bild |
| ------------------- | -------------------------------------- | --- | ---- |
| 4. Januar           | Aswan ( Ägypten)                       | Zusammen mit US-Präsident Jimmy Carter, treffen beim ägyptischen Präsident Anwar as-Sadat                    |      |
| 6. und 7. Januar    | Bukarest ( Rumänien)                   | Treffen mit Präsident Nicolae Ceaușescu                                                                      |      |
| 6. und 7. Februar   | Paris ( Frankreich)                    | Treffen mit Präsident Valéry Giscard d'Estaing                                                               |      |
| 7. und 8. April     | Kopenhagen ( Dänemark)                 | Teilnahme an einer Tagung des Europäischen Rates                                                             |      |
| 27. April           | Straßburg ( Frankreich)                | Besuch beim Europäischem Parlament                                                                           |      |
| 25. Mai             | New York ( Vereinigte Staaten)         | Rede vor der Generalversammlung der Vereinten Nationen                                                       |      |
| 30. und 31. Mai     | Washington, D.C. ( Vereinigte Staaten) | Teilnahme am NATO-Gipfel                                                                                     |      |
| 26.–28. Juni        | Lagos ( Nigeria)                       | Treffen mit Präsident Olusegun Obasanjo                                                                      |      |
| 28.–30. Juni        | Lusaka ( Sambia)                       | Treffen mit Präsident Kenneth Kaunda                                                                         |      |
| 10.–13. Oktober     | Tokio ( Japan)                         | Treffen mit Premierminister Fukuda Takeo                                                                     |      |
| 13. und 14. Oktober | Singapur                               | Treffen mit Präsident Benjamin Henry Sheares                                                                 |      |
| 5. Dezember         | Brüssel ( Belgien)                     | Teilnahme am Gipfeltreffen des Europarats                                                                    |      |
| 29. Dezember        | Runaway Bay ( Jamaika)                 | Treffen mit den Staats- und Regierungschefs von Jamaika, Venezuela, Kanada, Nigeria, Norwegen und Australien |      |

### 1979
| Datum                | Ort                                         | Hauptgrund | Bild |
| -------------------- | ------------------------------------------- | --- | ---- |
| 4.–7. Januar         | Guadeloupe ( Frankreich)                    | Teilnahme an einer Sicherheitskonferenz mit den Staats- und Regierungschefs aus den USA, Frankreich und Großbritannien |      |
| 12. und 13. März     | Paris ( Frankreich)                         | Teilnahme am Gipfeltreffen des Europarats                                                                              |      |
| 3.–7. April          | Brasília und São Paulo ( Brasilien)         | Treffen mit Präsident Ernesto Geisel                                                                                   |      |
| 7.–11. April         | Lima ( Peru)                                | Treffen mit Präsident Francisco Morales Bermúdez                                                                       |      |
| 11. und 12. April    | Santo Domingo ( Dominikanische Republik)    | Treffen mit Präsident Antonio Guzmán Fernández                                                                         |      |
| 2.–4. Mai            | Sofia ( Bulgarien)                          | - Treffen mit Staatschef Todor Schiwkow - Treffen mit Ministerpräsident Stanko Todorow                                 |      |
| 10. und 11. Mai      | London und Oxford ( Vereinigtes Königreich) | Treffen mit Premierministerin Margaret Thatcher                                                                        |      |
| 6. Juni              | Washington, D.C. ( Vereinigte Staaten)      | Treffen mit Präsident Jimmy Carter                                                                                     |      |
| 21. und 22. Juni     | Straßburg ( Frankreich)                     | Teilnahme am Gipfeltreffen des Europarats                                                                              |      |
| 28. und 29. Juni     | Tokio ( Japan)                              | Teilnahme am G7-Gipfel                                                                                                 |      |
| 12. Juli             | Oslo ( Norwegen)                            | Treffen mit Ministerpräsident Odvar Nordli                                                                             |      |
| 4.–6. September      | Budapest ( Ungarn)                          | Treffen mit Ministerpräsident György Lázár                                                                             |      |
| 15. und 16. Oktober  | Dublin ( Irland)                            | - Treffen mit Präsident Patrick Hillery - Treffen mit Taoiseach Jack Lynch                                             |      |
| 29. und 30. Dezember | Dublin ( Irland)                            | Teilnahme am Gipfeltreffen des Europarats                                                                              |      |

### 1980
| Datum                | Ort                                                      | Hauptgrund                                                                         | Bild |
| -------------------- | -------------------------------------------------------- | ---------------------------------------------------------------------------------- | ---- |
| 7.–9. Januar         | Madrid ( Spanien)                                        | Treffen mit Ministerpräsident Adolfo Suárez                                        |      |
| 4. und 5. Februar    | Paris ( Frankreich)                                      | Treffen mit Präsident Valéry Giscard d'Estaing                                     |      |
| 14. Februar          | Brüssel ( Belgien)                                       | [ 43 ]                                                                             |      |
| 4.–6. März           | Washington, D.C. und New York City ( Vereinigte Staaten) | Rede vor der Foreign Policy Association                                            |      |
| 27. und 28. April    | Luxemburg-Stadt ( Luxemburg)                             | Teilnahme am Gipfeltreffen des Europarats                                          |      |
| 8. Mai               | Belgrad ( Jugoslawien)                                   | Teilnahme an der Trauerfeier für Josip Broz Tito                                   |      |
| 25.–29. Mai          | New York City ( Vereinigte Staaten)                      | Teilnahme an der Generalversammlung der Vereinten Nationen                         |      |
| 8. Juni              | Amsterdam ( Niederlande)                                 | Treffen mit dem ehemaligen Präsidenten des Jüdischen Weltkongresses Nahum Goldmann |      |
| 12. und 13. Juni     | Venedig ( Italien)                                       | Teilnahme am Gipfeltreffen des Europarats                                          |      |
| 22. und 23. Juni     | Venedig ( Italien)                                       | Teilnahme am G7-Gipfel G-7                                                         |      |
| 30. Juni und 1. Juli | Moskau ( Sowjetunion)                                    | Treffen mit Staatschef Leonid Breschnew                                            |      |
| 8. Juli              | Amsterdam ( Niederlande)                                 | Besuch anlässlich des 85. Geburtstags von Nahum Goldmann                           |      |
| 1. und 2. Dezember   | Luxemburg-Stadt ( Luxemburg)                             | Teilnahme am Gipfeltreffen des Europarats                                          |      |
| 4. und 5. Dezember   | London ( Vereinigtes Königreich)                         | Treffen mit Premierministerin Margaret Thatcher                                    |      |

### 1981
| Datum                | Ort                                                               | Hauptgrund                                                                             | Bild |
| -------------------- | ----------------------------------------------------------------- | -------------------------------------------------------------------------------------- | ---- |
| 6. und 7. Januar     | Rabat ( Marokko)                                                  | - Treffen mit König Hassan II. - Treffen mit Premierminister Maati Bouabid             |      |
| 23. und 24. März     | Maastricht ( Niederlande)                                         | Teilnahme am Gipfeltreffen des Europarats                                              |      |
| 27. und 28. April    | Riad ( Saudi-Arabien)                                             | Treffen mit König Khalid ibn Abd al-Aziz                                               |      |
| 20.–23. Mai          | Washington, D.C. ( Vereinigte Staaten)                            | Treffen mit Präsident Ronald Reagan                                                    |      |
| 24. Mai              | Paris ( Frankreich)                                               | Treffen mit Präsident Valéry Giscard d’Estaing                                         |      |
| 29. und 30. Juni     | Luxemburg-Stadt ( Luxemburg)                                      | Teilnahme am Gipfeltreffen des Europarats                                              |      |
| 20. und 21. Juli     | Ottawa ( Kanada)                                                  | Teilnahme am G7-Gipfel                                                                 |      |
| 7. und 8. Oktober    | Paris ( Frankreich)                                               | Treffen mit Präsident Valéry Giscard d'Estaing                                         |      |
| 10. Oktober          | Kairo ( Ägypten)                                                  | Teilnahme an der Trauerfeier für den ermordeten ägyptischen Präsidenten Anwar as-Sadat |      |
| 26. und 27. November | London ( Vereinigtes Königreich)                                  | Teilnahme am Gipfeltreffen des Europarats                                              |      |
| 11.–13. Dezember     | Groß Dölln, Jagdhaus Hubertusstock, Biesenthal und Güstrow ( DDR) | Treffen mit Erich Honecker                                                             |      |

### 1982
| Datum                                               | Ort                                               | Hauptgrund                                                                  | Bild |
| --------------------------------------------------- | ------------------------------------------------- | --------------------------------------------------------------------------- | ---- |
| 4.–6. Januar                                        | Washington, D.C. ( Vereinigte Staaten)            | Treffen mit Präsident Ronald Reagan                                         |      |
| 25. Februar                                         | Paris ( Frankreich)                               | Treffen mit Präsident François Mitterrand                                   |      |
| 29. und 30. März                                    | Brüssel ( Belgien)                                | Teilnahme am Gipfeltreffen des Europarats                                   |      |
| 4.–6. Juli                                          | Versailles ( Frankreich)                          | Teilnahme am G7-Gipfel                                                      |      |
| 14. Juni                                            | New York City ( Vereinigte Staaten)               | Rede vor der Generalversammlung der Vereinten Nationen                      |      |
| 29. Juni                                            | Brüssel ( Belgien)                                | Teilnahme am Gipfeltreffen des Europarats                                   |      |
| 8. und 9. Juli                                      | Den Haag ( Niederlande)                           | - Audienz bei Königin Beatrix - Treffen mit Ministerpräsident Dries van Agt |      |
| 20.–27. Juli                                        | Bohemian Grove, Kalifornien ( Vereinigte Staaten) | Treffen mit Außenminister George Shultz                                     |      |
| Helmut Schmidts Amtszeit endete am 1. Oktober 1982. |                                                   |                                                                             |      |